# Carlton Gray
Carlton Patrick Gray (Cincinnati, 26 giugno 1971) è un ex giocatore di football americano statunitense che ha giocato nel ruolo di cornerback nella National Football League (NFL).

## Carriera

### Seattle Seahawks
Nel Draft NFL 1993, Gray fu scelto dai Seattle Seahawks nel corso del secondo giro (30º assoluto), giocandovi fino al 1996.  Il 22 luglio 1993 firmò ufficialmente con la franchigia. Nella sua stagione da rookie disputò 10 partite, di cui 2 come titolare. Le ultime sei partite le saltò per un infortunio alla caviglia. Nel 1994 disputò 11 partite prima di rompersi un braccio contro i Tampa Bay Buccaneers, perdendo il resto dell'annata. Sia nel 1995 che nel 1996 disputò tutte le 16 partite. Nel 1995 disputò la sua stagione più produttiva da professionista, classificandosi secondo tra i Seahawks con 4 intercetti. Ebbe anche un primato personale di 73 tackle.  Il 16 febbraio 1996 rifirmò con i Seahawks. Nelle sue quattro stagioni con la squadra totalizzò 9 intercetti e un sack.

### Indianapolis Colts
Il 3 marzo 1997, Gray firmò un contratto quadriennale da 9,7 milioni di dollari come free agent con gli Indianapolis Colts. Nella sua unica stagione con la squadra fece registrare 24 placcaggi e 2 intercetti. Il 3 settembre 1998, i Colts svincolarono Gray dopo il ritorno del cornerback Tyrone Poole da un infortunio.

### New York Giants
Nell'unica stagione con i New York Giants, Gray scese in campo in 14 partite facendo registrare 27 tackle, il secondo sack in carriera e un intercetto.

### Kansas City Chiefs
Gray firmò con i Kansas City Chiefs dopo gli addii di Dale Carter e Mark McMillian. Nella stagione 1999 disputò tutte le 16 partite, con 7 tackle. Nel 2000, durante un allenamento assieme ai New Orleans Saints, colpì a tradimento alle spalle un giocatore avversario. Dopo quell'evento giocò raramente, scendendo in campo in sole 4 gare.

### Cincinnati Bengals
Il 6 giugno 2001, Gray firmò con i Cincinnati Bengals un contratto biennale. Tuttavia non vi giocò mai, venendo svincolato durante il training camp.